# پالرمو، انتاریو
پالرمو (به انگلیسی: Palermo) یک منطقهٔ مسکونی در کانادا است که در شهرستان هالتن واقع شده‌است.